# Feliks Zamenhof
Feliks Fabian Zamenhof (6 novembre 1868 - 4 décembre 1933), connu sous les pseudonymes FeZ ou Zef, est un pharmacien polonais, auteur espérantiste et frère de Louis-Lazare Zamenhof, créateur de l'espéranto.

## Biographie
Il nait à Białystok, alors en Russie, le 6 novembre 1868 de Markus Zamenhof et Rozalia Zamenhof (eo).
Il apprend l'espéranto dès sa création, en 1887. Il se lance dans la rédaction de nombreuses œuvres en espéranto, faisant de lui l'un des pionniers de la littérature espérantophone.
Feliks Zamenhof participe activement à la diffusion du livre Langue Internationale en s'occupant de la partie administrative. Il fait les paquets, écrit les adresses et effectue les envois.
En 1927, à l'occasion du 19e congrès, il propose la création d'une bibliothèque internationale d'espéranto. L'idée sera implémentée par Hugo Steiner (eo) sous la forme du Musée de l'espéranto, une section permanente de la Bibliothèque nationale autrichienne,.
Il prend part aux activités locales et internationales du mouvement durant toute sa vie. Il assiste à de nombreux congrès mondiaux d'espéranto et est un membre de l'ICK (eo).
Il décède à Varsovie à l'âge de 65 ans le 9 décembre 1933.

## Publications
Les poèmes de Feliks Zamenhof paraissent dans le Fundamenta Krestomatio et dans tous les périodiques alors existants, tels que La Esperantisto, La Revuo, La Ondo de Esperanto, Pola Esperantisto (eo) et Literatura Mondo,.
En 1905, à l'occasion du premier congrès universel de Boulogne-sur-Mer, parait le poème Homa doloro (« Douleur humaine »),. Ses écrits sont par la suite compulsés par Edward Wiesenfeld (eo) dans Verkoj de FeZ (« Œuvres de FeZ »).
Feliks Zamenhof s'essaye également aux comédies théâtrales. Ainsi paraissent La Majstro Venas et Radiomanio. Avec son frère, Leon Zamenhof (eo), il s'active à la production d'œuvres dramatiques pour les premiers congrès universels.

## Galerie des congrès universels

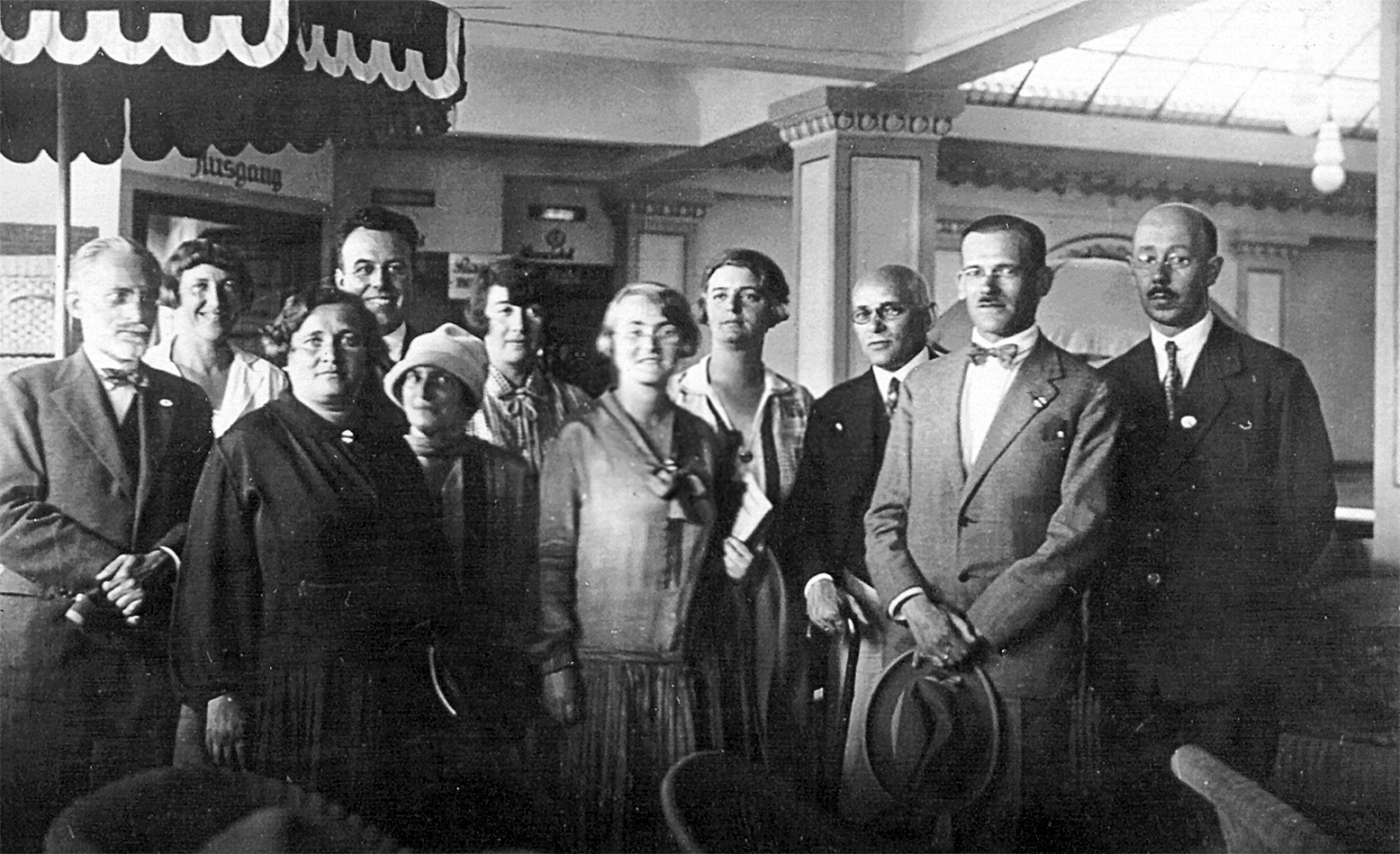
Congrès de 1927
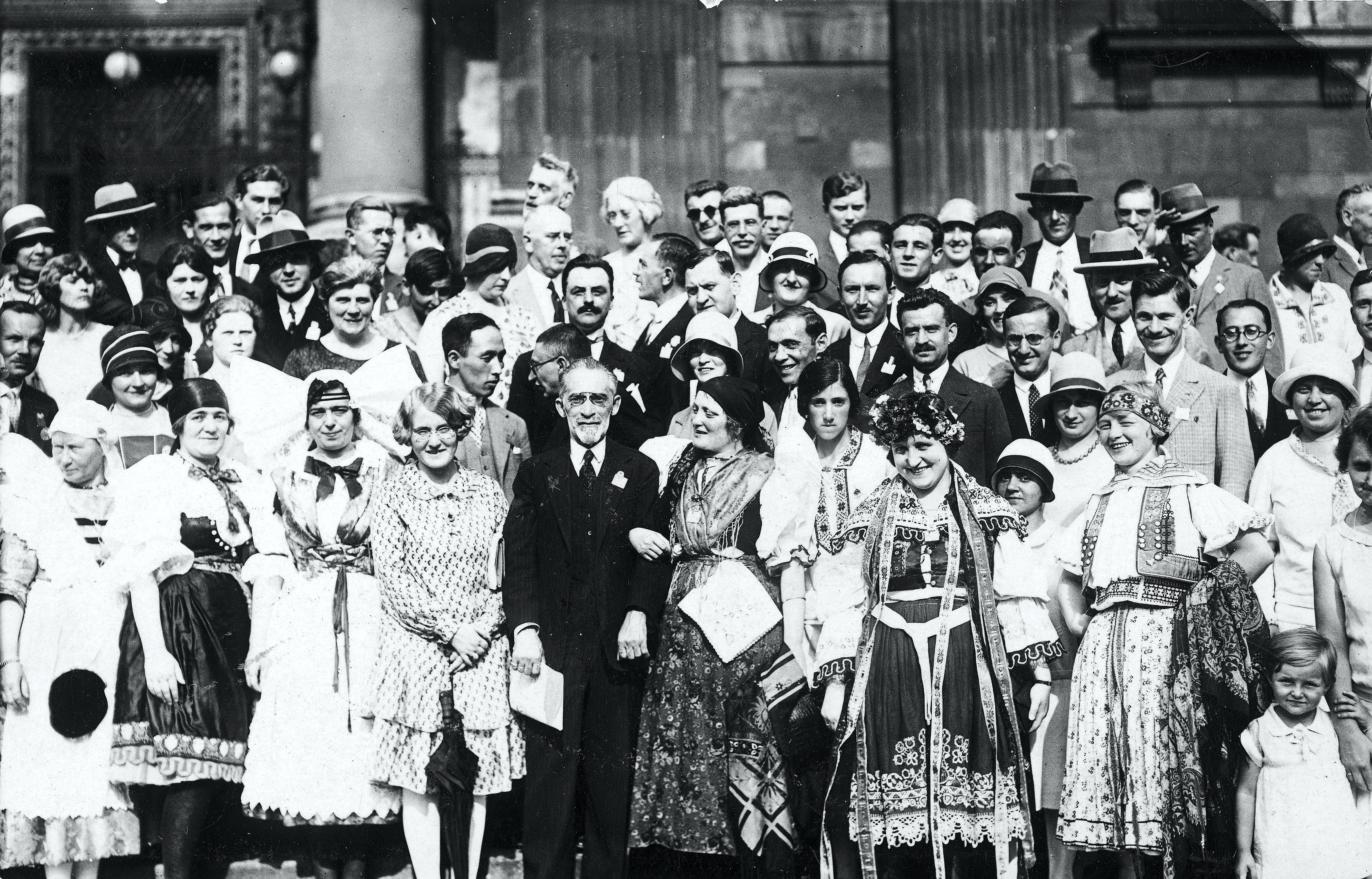
Congrès de 1929
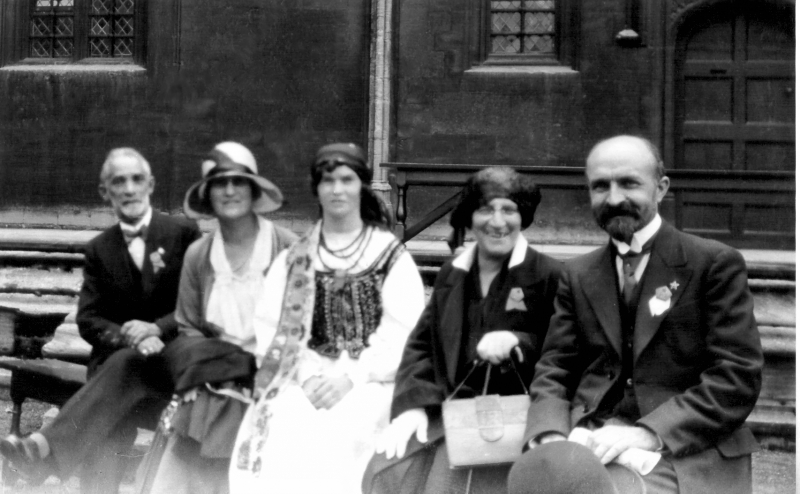
Congrès de 1930
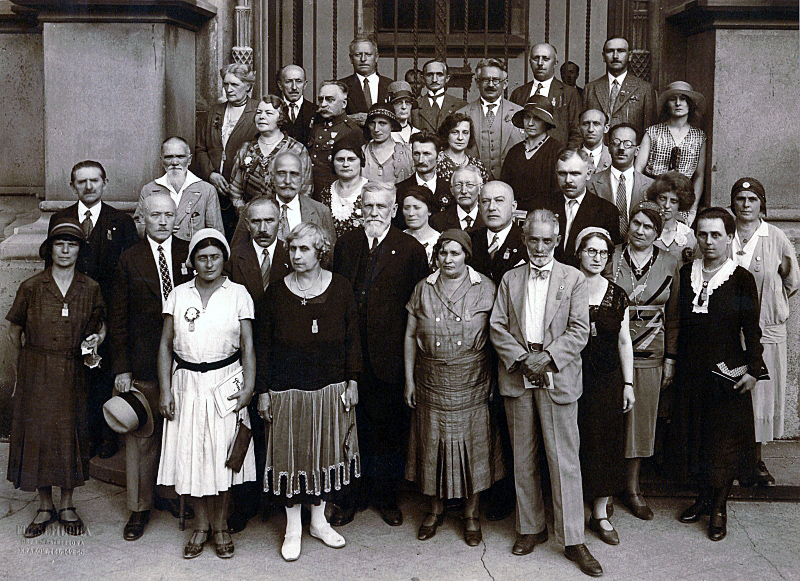
Congrès de 1931